# The First Session
The First Session es un EP de la banda de rock alternativo, Hole, lanzado en 1997. El EP incluye con la grabación de la primera reunión de la banda nunca antes grabada, del 17 de marzo de 1990. Fue producido por la banda y por Falling James Moreland (el entonces marido de Courtney Love) para el sello Sympathy for the Record Industry. La discográfica lanzó tres canciones de esta reunión y lanzó el primer sencillo de Hole en 1990. Los compositores en los créditos son erróneos, según la BMI. Love oficialmente escribió "Retard Girl" ella sola, y el resto de las canciones se acreditan a ella y al guitarrista Eric Erlandson.

## Lista de canciones
Todas las canciones están escritas por Courtney Love y Eric Erlandson, excepto si se indica lo contrario.
1. "Retard Girl" – 4:47 (Courtney Love)
2. "Phone Bill Song" – 1:48
3. "Turpentine" – 4:01
4. "Johnnie's In The Bathroom" – 2:17

## Créditos
- Hole - artista, productor
  - Courtney Love - guitarra, voz
  - Eric Erlandson - guitarra
  - Jill Emery - bajo
  - Caroline Rue - batería
- Falling James Moreland - productor
- John Vestman - director